# イキナリ!
イキナリ!とは、2004年4月より2008年3月に放送された東北放送のラジオ番組のレーベルである。放送時間は月曜日から金曜日23:30-（翌日）1:00。
2004年度は上半期（4-9月）が22:00-23:20、下半期（10-3月）が22:00-23:15で放送されたが、2005年4月以降はTBCイーグルスベースボール&エンジョイベースボールの最大延長時間が23:00までとなり、ナイターによる時間短縮を防ぐため、2005年4月4日放送から23:30スタートの90分枠に移動した。
パーソナリティの知名度から、宮城県外・東北以外のリスナーも多かった。

## 曜日ごと番組
| 期間    | 期間    | 月曜日       | 火曜日           | 水曜日           | 木曜日             | 金曜日     |
| ------- | ------- | ------------ | ---------------- | ---------------- | ------------------ | ---------- |
| 2004.04 | 2005.03 | 丁半コロコロ | 長澤奈央         | アンタッチャブル | サイコ･ル･シェイム | 田添菜穂子 |
| 2005.04 | 2005.06 | 丁半コロコロ | 大竹佑季         | 北陽             | サイコ･ル･シェイム | 大坂ともお |
| 2005.06 | 2005.08 | 丁半コロコロ | 大竹佑季         | 北陽             | 大徳絵里           | 大坂ともお |
| 2005.09 | 2006.03 | 丁半コロコロ | 大竹佑季         | 北陽             | 太陽族             | 大坂ともお |
| 2006.04 | 2007.03 | 丁半コロコロ | 中ノ森BAND･AYAKO | 北陽             | AAA                | 大坂ともお |
| 2007.04 | 2008.03 | 丁半コロコロ | 中ノ森BAND･AYAKO | トータルテンボス | AAA                | 大坂ともお |

月曜日
- 丁半コロコロの一発かましたれ!!（当枠設置の際移動）

火曜日
- 長澤奈央のキスキスキス（番組開始～2005年3月29日）
- 大竹佑季のショコラレーベル（2005年4月～2006年3月）
- 中ノ森BAND・AYAKOのフォレストアワー（2006年4月～）

水曜日
- アンタッチャブルのたなからぼたもち（番組開始～2005年3月30日）
- 北陽のヒップアタック(2005年4月7日～2007年3月28日)
- トータルテンボスののっぴきならナイト!（2007年4月～）

木曜日
- サイコ・ル・シェイムのマジカル・ランド（番組開始～2005年6月2日）
- 大徳絵里の音楽サプリメント（2005年6月9日～8月25日）
- 太陽族のキミがいるから（2005年9月～2006年3月）
- AAA (トリプル・エー)のRadio'n Fire（2006年4月～）

金曜日
- 田添菜穂子のSuper Count Down（番組開始～2005年4月1日）
- 大坂ともおのSuper Count Down（2005年4月8日～）

## コーナー
全番組共通のコーナーとして、パーソナリティーからのメールが送られてくる『イキナリ! メールクラブ』がある。
2005年10月から2007年9月まではNTTドコモの携帯を使っていろいろなコーナーをするNTTDoCoMO東北プレゼンツ『イキナリスクエア』があった。

## 備考
- 木曜日担当のサイコ・ル・シェイムのメンバーのDAISHIが、2005年6月3日に覚せい剤取締法違反（使用）の疑いで逮捕されたため、木曜日は打ち切りとなり、後任のパーソナリティはTBCアナウンサーの大徳絵里となった。